# 路易二世体育场
路易二世体育场（法語：Stade Louis II），是位于摩纳哥公国的一个体育场，除了是本地参加法国足球联赛的摩纳哥足球俱乐部的主场和摩纳哥国家足球队的主场外，还举行过诸如IAAF世界田径决赛等体育赛事。此外，从1998年到2012年的欧洲超级杯足球赛都在这里举行。

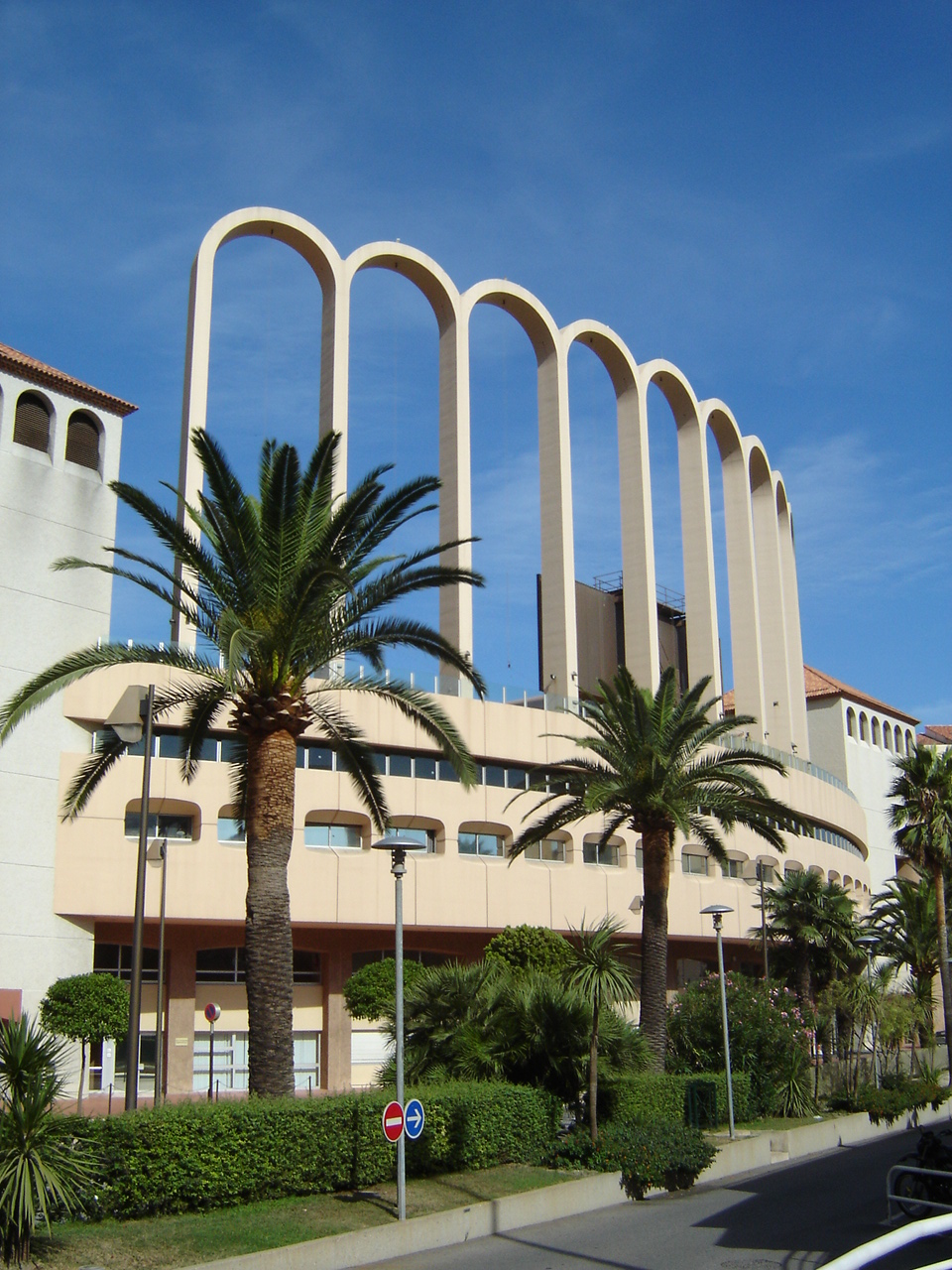
體育場的九個拱門

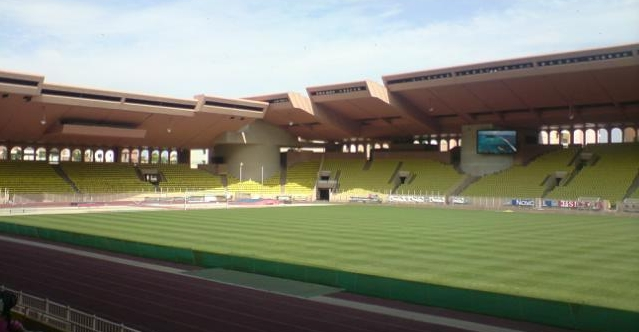
體育場內部

## 概况
该体育场是以最初建成时的摩纳哥元首路易二世親王命名的。1980年代，重建的新体育场毗邻原场地所在地，并且处于填海造陸产生的陆地上。现场馆观众容量只有18500人，在欧洲知名体育场算非常小的。而且由于空间限制，许多设施都位于地下，如体育场的停车库就位于球场草皮的正下方。

## 其它
体育场还包括一幢办公楼建筑，其中容纳了摩纳哥国际大学。

## 外部連結
- Stade Louis II （页面存档备份，存于）
- Presentation Stade Louis II （页面存档备份，存于）